# ليدين (ماساتشوستس)
ليدين (بالإنجليزية: Leyden, Massachusetts)‏ هي بلدة أمريكية تقع في الولايات المتحدة في مقاطعة فرانكلين (ماساتشوستس). يقدر عدد سكانها بـ 711 نسمة ومساحتها 46.7 كم2 و وترتفع عن سطح البحر 283 متر.